# Banda
A banda (olasz szó, a jelentése társulat) eredetileg fegyelmezetlen katonák egy csoportja, később főleg fúvószenekarok neve.

## Katonai fogalma
Neve a katonáskodást üzletszerűen végző harcosok által a 14. században Franciaországban, Itáliában és a Német-római Birodalomban szervezett katonai alakulatoknak, amelyeket a hadakozó felek bizonyos időre hadi szolgálatra fogadtak fel. A banda abban különbözik a később keletkezett condottieriktől, hogy amaz a legénység szövetkezése volt, amely maga választotta tisztjeit, míg a condottieri csapatokat valamely vállalkozó főtiszt gyűjtötte össze és ennek zsoldjában álltak, aki aztán csapatát lehetőleg jövedelmezően igyekezett értékesíteni. A bandák fegyelem hiánya miatt többnyire igen megbízhatatlan, garázdálkodó s békében, amikor keresetük nem volt, rablásból tengődő csapatok voltak. Már a 15. század végén üldözték mindenütt és irtották őket. Mátyás király seregének magva cseh banda volt, de a király utódai alatt a Fekete sereg valódi bandákra esett szét megint, ezeket vagy megsemmisítették, vagy külföldre vándoroltak.

## Mint zenekar
A banda a zenekarok elnevezésére már a 20. század előtt elterjedt, különösen, ha tagjai fúvós hangszereken játszottak. XIV. Lajos «24 Violon» nevű zenekarát bandának is hívták. II. Károly «24 Fiddlers»-eit Angliában king’s private-band-nek nevezték. Az olaszországi zenekarokban bandának mondják a réz-, fúvós és ütőhangszerek összességét: azonkivül némely operában a színpadon működő második zenekar neve szintén banda sul palco (így például a Rigolettóban). A népnyelvben mind a katona-, mind a cigányzenekart hagyományosan banda szóval jelölik. Ugyaninnen származik a mexikói bandazene műfaj is.

### Közhelyes használata
A sajtónyelvből átvett, közhelyesen szellemeskedő kifejezés mindenféle könnyűzenei együttes megnevezésére, a kiirthatatlan közhelyek egyike.

## Kártyajátékban
A banda (másképpen Duna) a ferbli kártyajátékban az a figura, mikor a játékos négy egyforma színű kártyát kap a kezébe. Ha két játékosnak egyszerre van bandája, az a nyerő, akinek kártyái, ha azokat szemre nézve összeadják, többet érnek. Egyforma bandánál az elsőség dönt.

## Egyéb használata
Bandának neveznek különböző bűnszervezeteket is (bűnbanda), illetve régebben egyes hagyományos munkaszerveződési formákat. Az ilyen bandákat a bandagazdák vezették. Ezek az utóbbi csoportok nagy hasonlóságot mutattak/mutatnak sok, más országban elterjed csoportosulásokkal.